# آلن رنه
آلن رنه (به فرانسوی: Alain Resnais) (زاده ۳ ژوئن ۱۹۲۲ – درگذشت ۱ مارس ۲۰۱۴) کارگردان و فیلم‌نامه‌نویس فرانسوی با بیش از شش دهه پیشینه حرفه‌ای بود. او همچنین به عنوان یکی از پیشروان موج نوی فرانسه و سبک اکسپرسیونیسم آلمان شناخته می‌شود.

## زندگی
آلن رنه در ۳ ژوئن ۱۹۲۲ در بریتانی فرانسه به دنیا آمد. پدرش داروساز بود. وی در کودکی شدیداً به خواندن علاقه‌مند بود و انواع گسترده‌ای از مطالب، از آثار کلاسیک گرفته تا قصه‌های مصور (کمیک استریپ) را می‌خواند اما از ۱۰ سالگی به سینما علاقه‌مند شد. والدینش به مناسبت دوازدهمین سال تولد او برایش یک دوربین کداک هشت میلی‌متری خریدند در ۱۴ سالگی اولین فیلمش ماجراهای گای را به صورت هشت میلی‌متری ساخت، از این فیلم نسخه‌ای موجود نیست اما گویا تحت تأثیر سری فیلم‌های جنایی «فانتوماس» اثر لویی فویاد ساخته شده بود. در ۱۹۳۰ به پاریس رفت تا بازیگری بیاموزد و در ۱۹۴۲ به عنوان سیاهی لشکر در فیلم «مهمانان شب» اثر مارسل کارنه بازی کرد. اما از اواسط دهه ۴۰ به‌طور جدی وارد سینما شد. او در ۱۹۴۶ نخستین فیلم کوتاه ۱۶ میلی‌متری خود را ساخت که کمدی سوررئالی با عنوان طرحی برای شناسایی بود. رنه در ابتدا در کنار کارگردانی به تدوین و فیلمبرداری، اکثراً در فیلم‌های کوتاه هم مشغول بود. علی‌رغم این که رنه در دوران اوج کارش، محبوب جشنواره‌های روشنفکری اروپایی بود، اما جالب است بدانید برای اولین بار توسط داوران یک مراسم آمریکایی مورد توجه قرار گرفت.
زمانی که برای ساخت یکی از اپیزودهای مستندی به نام «تصویر» (PICTURA) به همراه سه کارگردان دیگر، جایزه ویژه‌ای از جوایز تازه‌تأسیس گلدن‌گلوب دریافت کرد. اما دوران شهرت رنه با ساخت مستند کوتاه «شب و مه» (۱۹۵۵) آغاز شد. این مستند به تاریخچه اردوگاه‌های مرگ نازی‌ها می‌پرداخت. رنه برای این فیلم نامزد جوایز بفتا شد و جایزه ویژه ژان ویگو را هم برای بهترین فیلم کوتاه دریافت کرد. البته رنه پیش از «شب و مه» هم یک بار این جایزه را دریافت کرده بود).

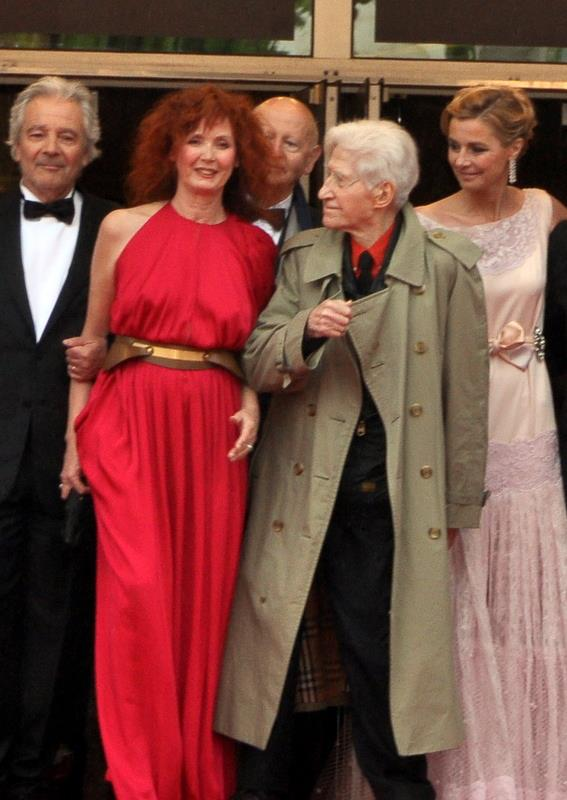
آلن رنه و سابین آزما

رنه در اواخر دهه ۵۰ و اوایل دهه ۶۰ با ساخت سه فیلم پیاپی، غوغایی به پا کرد: «هیروشیما عشق من» (۱۹۵۹)، «سال گذشته در مارین باد» (۱۹۶۱) و «موریل» که با نام «زمان بازگشت» هم شناخته می‌شود. رنه برای «هیروشیما عشق من» جایزه ویژه سازمان ملل را از جوایز بفتا دریافت کرد و نامزد جایزه بفتای بهترین فیلم به مفهوم مطلق شد و همچنین یکی از شرکت‌کنندگان بخش مسابقه جشنواره کن بود. ارتباط میان رنه و جشنواره کن که با این فیلم شروع شد، در دهه‌های بعد هم ادامه یافت و حاصل آن دو جایزه از جشنواره کن برای فیلم «عموی آمریکایی من» در سال ۱۹۸۰ و جایزه یک عمر فعالیت هنری در سال ۲۰۰۹ بود. «هیروشیما عشق من» همچنین رنه را نامزد جایزه بهترین کارگردانی سال از انجمن کارگردانان فیلم آمریکا کرد.
رنه با فیلم «سال گذشته در مارین باد» موفق شد جایزه شیر طلایی بهترین فیلم را از جشنواره ونیز دریافت کند و با فیلم «موریل» نامزد شیر طلایی شد. در همین سه فیلم، رنه علایق و نگاه خاص خودش را به رخ تماشاگران کشید. رنه از معدود کارگردان‌های تاریخ است که روند موفقیت‌هایش محدود به دوره خاصی از زندگی کاری‌اش نیستند. به طوری که او برای آخرین فیلمش، «زندگی رایلی»، موفق شد دو جایزه از جشنواره فیلم برلین دریافت کند.
چه سینمای آلن رنه را دوست داشته باشیم و چه نه، نمی‌توانیم انکار کنیم که او در فیلم‌هایش نگاهی منحصر به فرد به کارکردهای سینما داشت و همین دیدگاه و تلقی خاص باعث شد تا سینما به کمک فیلم‌های او، وارد حوزه‌های تازه‌ای از روایت شود. رنه به آنچه «سینمای خالص» نامیده می‌شود اعتقاد چندانی نداشت و در اکثر آثارش سعی می‌کرد از ارتباط میان سینما و هنرهای دیگر استفاده کند. اما این نکته هیچ ربطی به شور و اشتیاق رنه برای فیلم ساختن ندارد.
رنه زمانی گفته بود: «فیلم ساختن خیلی خوب است، اما فیلم دیدن حتی از آن هم بهتر است». رنه که آشکارا به نمایش مضامینی چون خاطرات گذشته، تقدیر و تأثیراتی که گذر عمر بر انسان می‌گذارند علاقه داشت در چند تا از مهم‌ترین فیلم‌هایش، ابهام را نه در قالب یکی از عناصر مضمونی فیلم، که به عنوان اصلی‌ترین عنصر در جهان فیلم و شکل‌دهنده شیوه روایی یک اثر سینمایی به کار می‌گرفت و این دیدگاه او، پیشنهاد جدیدی برای سینما بود. به اعتبار همین جهان و فرم روایی خاص بود که آلن رنه، فراتر از همه جوایزی گرفت و همه تشویق‌هایی که در طول بیش از ۶ دهه فعالیت هنری دریافت کرد، به یکی از سینماگران خاص و پیشرو در تاریخ این هنر تبدیل شد. .
آلن رنه در سال ۱۹۵۹ با فیلم هیروشیما عشق من در نخستین حضور خود در جشنواره فیلم کن توجهات را به خود جلب کرد و اگرچه موفق به دریافت نخل طلا نشد، اما به خاطر همین فیلم و نمایشش در کن به عنوان یک فیلمساز مؤلف تثبیت شد.
رنه با فیلم سال گذشته در مارین‌باد در سال ۱۹۶۰ جایزه شیر طلایی جشنواره فیلم ونیز را به دست آورد. در سال ۱۹۷۷ آلن رنه اولین فیلم بلند انگلیسی زبانش را به نام «پراویدنس» با شرکت جان گیلگد کارگردانی کرد.
او در ۱۹۸۰ برای فیلم عموی آمریکایی من برنده جایزه بزرگ داوران جشنواره فیلم کن شد و در سال ۲۰۰۹ نیز جایزه یک عمر دستاورد این جشنواره را دریافت کرد. در سال ۲۰۰۹ جشنواره فیلم نیویورک با فیلم علف وحشی ساخته آلن رنه افتتاح شد
فیلم هنوز هیچی ندیده‌ای به عنوان یکی از ۲۲ فیلم بخش مسابقه جشنواره فیلم کن ۲۰۱۲ برای کسب نخل طلا رقابت می‌کند.
آخرین فیلم آلن رنه با نام زندگی ریلی برای اولین بار در جشنواره برلین سال ۲۰۱۴ نمایش داده شده و جایزه آلفرد بائر را به دست آورد. این اثر بر اساس نمایشنامه‌ای از اَلن اِیکبورن ساخته شد که همراه با همسرش شاهدان مراسم ازدواج «آلن رنه» و «سابین آزما» بودند.
آلن رنه شامگاه شنبه، اول مارس ۲۰۱۴، در جمع اعضای خانواده خود در پاریس در سن ۹۱ سالگی درگذشت و در گورستان مون‌پارناس به خاک سپرده شد

## جوایز و افتخارات
- Prix Jean Vigo: ۱۹۵۴، برای Les statues meurent aussi; و ۱۹۵۶، برای شب و مه
- جایزه سزار: 1977 Best Director ۱۹۷۷، برای Providence; و ۱۹۹۳ بهترین کارگردانی، برای دود کردن، دودنکردن
- Prix Louis-Delluc: ۱۹۶۶، برای؛ ۱۹۹۳جنگ تمام شده‌است, برای دود کردن، دودنکردن; و ۱۹۹۷، برای همان ترانه آشنا
- جشنواره فیلم ونیز: ۱۹۶۰ شیر طلایی، برای سال گذشته در مارین باد; و ۲۰۰۶ شیر نقره‌ای، برای قلب‌ها
- جشنواره فیلم برلین: ۱۹۹۴ خرس نقره‌ای برای دود کردن، دودنکردن;[۲] ۱۹۹۸ خرس نقره‌ای، برای همان ترانه آشنا;[۳] ۲۰۱۴ خرس نقره‌ای جایزه آلفرد باوئر برای 'زندگی ریلی'.[۴]
- جشنواره فیلم کن: ۱۹۸۰ Grand Prix, برای عموی آمریکایی من; و ۲۰۰۹, جایزه دستاورد یک عمر.[۵]

## گزیده فیلم‌شناسی
- گوگن (کوتاه، ۱۹۵۰)
- گرنیکا (کوتاه، ۱۹۵۰)

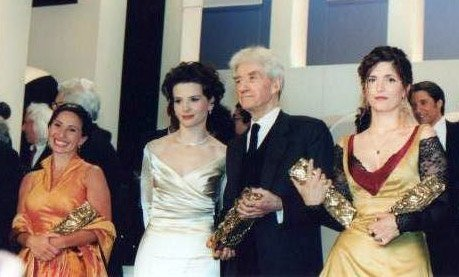

- شب و مه (کوتاه، ۱۹۵۵) Nuit et Brouillard
- تمام خاطرات دنیا (مستند ۱۹۵۶)
- هیروشیما عشق من (۱۹۵۹)
- سال گذشته در مارین باد (۱۹۶۱) L'Année dernière à Marienbad
- موریل (۱۹۶۳)
- جنگ تمام شده‌است (۱۹۶۶) La guerre est finie
- دوستت دارم دوستت دارم (۱۹۶۸) Je t'aime, je t'aime
- استاویسکی (۱۹۷۴)
- پراویدنس (۱۹۷۷)
- عموی آمریکایی من (۱۹۸۰) Mon oncle d'Amérique
- زندگی یک رمان است (۱۹۸۳)
- عشق تا مرگ (۱۹۸۴)
- ملو (۱۹۸۶)
- می‌خواهم به خانه بروم (۱۹۸۹)
- دود کردن، دودنکردن (۱۹۹۳) Smoking/No Smoking
- همان ترانه آشنا (۱۹۹۷) On connaît la chanson
- نه روی دهان (۲۰۰۳)
- قلب‌ها (۲۰۰۶) Cœurs
- علف‌های وحشی (۲۰۰۹)
- هنوز هیچی ندیده‌ای (۲۰۱۲)
- زندگی ریلی Aimer, boire et chanter